# Shai Halevi
Pour les articles homonymes, voir Halévi.
Shai Halevi (hébreu : שי הלוי; né en 1966) est un informaticien israélien qui travaille dans le groupe de recherche sur la cryptographie au centre de recherche Thomas J. Watson d'IBM.

## Biographie
Né en Israël en 1966, Halevi a reçu un baccalauréat en 1991 suivi d'un mastère en informatique en 1993 au Technion, l'Institut de technologie d'Israël. Il a reçu son doctorat en sciences de l'informatique au MIT en 1997, puis a rejoint le centre de recherche Thomas J. Watson d'IBM, où il dirige une équipe de recherche.

## Recherches
Les sujets de recherche de Shai Halevi concernent la cryptographie et la sécurité. Il a publié de nombreux articles de recherches techniques originales, dont trois ont reçu le prix commémoratif Pat Goldberg IBM du meilleur article en 2004, 2012 et 2013. Parmi les contributions remarquables de Shai Halevi figurent notamment l'obfuscation, les cartes cryptographiques multilinéaires, le chiffrement homomorphe, le modèle de l'oracle aléatoire ou encore les cryptosystèmes à seuil.
L'obfuscation est une stratégie de protection de la vie privée qui consiste à publier en quantité des informations. Halevi est le co-inventeur du premier candidat pour un système d'obfuscation cryptographique à usage général, dont la sécurité est basée sur une conjecture mathématique. Ce développement a généré beaucoup d'intérêt au sein de la communauté des spécialistes en cryptographie et a été qualifié de « moment décisif pour la cryptographie ».
Halevi est le co-inventeur des cartes cryptographiques multilinéaires, qui constituent le principal outil technique derrière la dissimulation cryptographique et de nombreuses autres applications, résolvant un problème resté longtemps ouvert,.
Il est l'un des principaux chercheurs sur le chiffrement homomorphe. Il est l'auteur de nombreux articles,,,,,, il a été invité à donner des conférences et des ateliers sur le sujet,, et il est également le principal développeur (en collaboration avec Victor Shoup) de la bibliothèque du logiciel de cryptage homormophe HElib,,.
Halevi est également le co-auteur des travaux influents qui ont montré pour la première fois l'existence de crypto-systèmes « structurellement faussés » qui néanmoins ont une preuve de sécurité dans le modèle de l'oracle aléatoire.
Depuis 2013 Halevi est le président du comité de pilotage de la Conférence sur la théorie de la cryptographie (Theory of Cryptography Conference (en), TCC). Il a siégé au conseil d'administration de l'Association internationale pour la recherche cryptologique. Il a présidé la conférence CRYPTO en 2009 et co-présidé la conférence TCC en 2006. Halevi a également donné de nombreuses conférences invitées, y compris au colloque sur la sécurité USENIX en 2008 et la conférence PKC (en) en 2014.

## Logiciel
Halevi maintient deux projets de logiciels open-source : la bibliothèque de cryptage homomorphe HElib et un web-système de présentation et d'examen des articles pour des conférences universitaires.